# Жундия (Алагоас)
Жундия (порт. Jundiá)  —  населённый пункт и муниципалитет в Бразилии, входит в штат Алагоас. Составная часть мезорегиона Восток штата Алагоас. Входит в экономико-статистический  микрорегион Мата-Алагоана.